# District de Saint-Flour
Le district de Saint-Flour est une ancienne division territoriale française du département du Cantal de 1790 à 1795.
Il était composé des cantons de Saint-Flour, Chaudesaigues, Massiac, Pierrefort et Ruines.